# Ronald "Slim" Williams
Ronald "Slim" Williams, född 1967, är, tillsammans med sin yngre bror Bryan "Baby" Williams, grundare av skivbolaget Cash Money Records. Han är exekutiv producent på flera artisters album, däribland Lil Wayne. Han är med i Lil Wayne's video till låten Fireman.